# Transzendentale Deduktion
Transzendentale Deduktion ist nach der Kritik der reinen Vernunft von Immanuel Kant die Rechtfertigung der Annahme der objektiven Gültigkeit der aus der Urteilstafel abgeleiteten Kategorien durch den Beweis, dass diese unentbehrliche Bestandteile des – nach Kant einzig adäquaten – theoretischen Bezugsrahmens sind, innerhalb dessen Vorstellungen als Wahrnehmungen von Gegenständen gedeutet werden.
Die zugrundeliegende Frage war für Kant, wie die Kategorien, die Ordnungsmechanismen des Denkens sind, mit der Anschauung verknüpft werden, die ein spezieller Gegenstand bei der Betrachtung auslöst. Denn die Anschauung beziehe sich nicht auf das Ding an sich, sondern lediglich auf die Wahrnehmung dieses Dinges durch ein Subjekt (also durch den Betrachtenden selbst); die Kategorien aber seien apriorisch, also notwendig und allgemein. Wie also kann der Verstand die übergeordneten Kategorien überhaupt auf eine empirisch zufällige Anschauung anwenden? Kant führt zur Klärung die Annahme transzendentaler Schemata ein. Sie fassen die Anschauungen zusammen und erzeugen so die Kategorien.
Kant verwendet den Ausdruck Deduktion im Sinne des damaligen juristischen Sprachgebrauchs „als das Geltendmachen von Rechtsgründen in juristischen Streitfällen“. Das von Kant so bezeichnete Verfahren ist daher nicht zu verwechseln mit einer Deduktion im Sinne des in der Logik üblichen Schlussverfahrens, sondern enthält wesentlich eine analytische Zergliederung dessen, was den Begriff der Erkenntnis ausmacht. 